# Anthony Shaffer
Anthony Shaffer (Liverpool; 15 de mayo de 1926 - Londres; 6 de noviembre de 2001) fue un autor teatral y guionista cinematográfico.
Anthony Shaffer, hermano gemelo del también dramaturgo Peter Shaffer (Amadeus), obtuvo cierta popularidad en los años setenta cuando estrenó su obra La huella, posteriormente adaptada al cine por Joseph Lee Mankiewicz. Con sólo dos personajes, la pieza propone una reflexión sobre la representación en el teatro de la vida, la relatividad de la realidad, y por encima de ellas la pugna de clases sociales. En efecto, la dominación del espacio escénico en un momento dado por uno de los personajes depara ciertos apuntes sobre las relaciones de sometimiento entre la burguesía y el proletariado y sobre la posterior venganza del mismo.
Desde ese punto de vista, Anthony Shaffer adaptó una serie de novelas de Agatha Christie. Una labor que empezó a desarrollar en calidad de corrector de diálogos en Asesinato en el Orient Express (Sidney Lumet, 1974). El fallecimiento del guionista titular de esta última, Paul Dehn, se tradujo en la firma de un contrato entre él y los productores John Braubourne (yerno de Lord Mountbatten) y Richard Goodwin. 
La primera adaptación llevada a cabo enteramente por Shaffer, Muerte en el Nilo (John Guillermin, 1978) presenta un discurso sobre esas relaciones de poder entre una burguesía caprichosa, encarnada en el personaje de Linnet Doyle (Lois Chiles), y unos pasajeros permanentemente humillados por sus delirios de grandeza. Todo ello observado por unos ojos privilegiados: los del detective Hércules Poirot (Peter Ustinov). Una presencia que Shaffer aprovechó para formular, con la ayuda del realizador, un análisis sobre el valor de la mirada: en la primera escena en la que aparecía el detective los ojos de una efigie egipcia se clavaban en los del protagonista, quien a su vez le correspondía.
La segunda adaptación Muerte bajo el sol (Guy Hamilton, 1982) conservó ese punto de partida, si bien el trabajo atmosférico de Muerte en el Nilo fue sustituido por un tono más distendido. La muerte del compositor de aquella película Nino Rota en 1979 no fue ajena a esa elección estilística.
La deserción de Richard Goodwin y John Brabourne en esta saga de adaptaciones, causada por un cambio de intereses artísticos de los que Pasaje a la India (David Lean, 1984) se erigió su máximo exponente, no fue obstáculo alguno para hacerse cargo del guion de Cita con la muerte (Michael Winner, 1987), cuya trama versaba sobre una mujer llamada Emily Boynton (Piper Laurie) especializada en... mandar sobre la vida de quienes la rodeaban, empezando por sus hijos.
Los resultados en taquilla no fueron los esperados. Anthony Shaffer se retiró. En 2001 llegaba la noticia de su muerte a unos cinéfilos que le recordaban por su guion de Frenesí (Alfred Hitchcock, 1972), donde se adaptó a los intereses temáticos del realizador (cf. los falsos culpables, el mundo de las apariencias, la muerte entendida como acto expiatorio de los pecados carnales, la mirada corrosiva hacia unos personajes que observan vidas ajenas haciéndoles reflexionar sobre la mediocridad de las suyas, obligándoles a explotar y liberarse).

## Filmografía como guionista
- La huella (Joseph L. Mankiewicz, 1972).
- Frenesí (Alfred Hitchcock, 1972).
- The Wicker Man (Robin Hardy, 1973).
- Muerte en el Nilo (John Guillermin, 1978).
- Muerte bajo el sol (Guy Hamilton, 1982).
- Cita con la muerte (Michael Winner, 1987).

## Obras de teatro
- Asesino.
- La huella.

- Datos: Q573997
- Multimedia: Anthony Shaffer (writer) / Q573997